# Jean Patou (Radsportler)
Jean Patou (* 28. Dezember 1878 in Brüssel; † 31. Dezember 1914) war ein  belgischer Radrennfahrer und nationaler Meister im Radsport.

## Sportliche Laufbahn
Patou war belgischer Meister im Sprint der Amateure 1911. 1903 und 1909 war er Vize-Meister, 1907 gewann er die Bronzemedaille. 1908 und 1912 war er Teilnehmer der Olympischen Sommerspiele. 1908 startete Patou im Bahnradsport in den Disziplinen Tandemrennen und Sprint (hier schied er gegen den späteren Olympiasieger Victor Johnson aus), 1912 schied er im olympischen Straßenrennen aus. Sein bestes Ergebnis bei Straßenrennen war der zweite Platz beim Amateurrennen Paris–Brüssel 1906, wobei er eine Etappe gewann. Er startete auch bei Steherrennen, hier wurde er 1904 belgischer Vize-Meister.